# Андрей Владимирович Добрый
Андре́й Влади́мирович Добрый (11 августа 1102 — 22 января 1141) — князь владимиро-волынский c 1119 года, князь переяславский с 1135 года. Считается младшим (или пятым из восьми) сыном великого князя киевского Владимира Мономаха.

## Биография
В 1119 году отец посадил Андрея во Владимире-Волынском (по смерти Романа Владимировича).
Из-за Волыни Андрею пришлось выдержать борьбу с князем Ярославом Святополчичем, сыном бывшего великого князя Святополка Изяславича, княжившим на Волыни до разрыва с Мономахом. В 1121 году Ярослав осаждал Червен, но воевода Фома Ратиборич успешно отразил атаку. В 1123 году Ярослав Святополчич, призвав на помощь поляков, венгров и чехов, осадил Владимир-Волынский, но был убит двумя поляками, что служили князю Андрею, а войско, собранное Ярославом, разошлось.
В 1127 году Андрей вместе с другими князьями был послан своим братом, великим князем Мстиславом в поход на полоцких князей. Вместе с братом Вячеславом Андрей осаждал Изяславль, но жители города оказали им упорное сопротивление и сдались только их племяннику, князю Изяславу Мстиславичу.
В 1132 году Мстислав Великий умер, а его наследник Ярополк Владимирович по договору передал Переяславль Всеволоду Мстиславичу, что не понравилось другим детям Владимира Мономаха, поскольку они увидели в этом намерение передать после смерти и Киев Всеволоду, тогда Андрей поддержал Юрия Долгорукого в его походе на Переяславль. В итоге, в конце зимы 1135, в соответствии с соглашением, заключенным князьями, Переяславль был передан Андрею, а Волынская земля, отошла Изяславу Мстиславичу. Далее мы наблюдаем целый ряд битв и осад: осада Переяславля Ольговичами 1135 года, битва на реке Супой в том же году, оборона Киева от Ольговичей зимой 1135/1136 годов и новая осада Переяславля Всеволодом Ольговичем в 1138 году. Став киевским князем, Всеволод Ольгович дал брату Святославу в княжение Курск и пообещал Переяславль. Андрею было предложено добровольно уступить город и перейти на княжение в малозначительный Курск. Однако Андрей с негодованием отверг это предложение. Летописи сохранили его ответ на требование Всеволода Ольговича: "Лепьши ми того смерть и с дружиною на своеи отцине и на дедине взяти, нежели Курское княжение. Отець мои Курьске не седел, но в Переяславли. Хочю на своеи отчине смерть прияти. Неужели ти брате не досыти всю землю Русскую держаще, а хочешь и сей волости, а убивши мене тобе ту волость, а жив не иду из своеи волости, что не дивно нашему роду, тако и преже было же"(...и Андрѣи тако реч̑, сдумавъ с дружиною своєю. Лѣплѣѣ ми того смр҃ть а совоєю дружиною, на своєи воѡчинѣ и на дѣднѣ, нежели Курьскоє кнѧженьє, ѡц҃ь мои Курьскѣ не сѣдѣлъ, но в Переӕславли, и хочю на своєи ѡчинѣ см҃рть приӕти, ѡже ти брате не досъıти всю землю Русскую держаще, а хочешь и сеѥ волости, а оубивъ мене тобѣ то волость, а живъ не иду из своѥѣ волости, ѡбаче не дивно нашему роду, тако и преже бъıло же. Ст҃ополкъ про волость же ци не оуби Бориса и Глѣба, а самъ ци долго поживе).Всеволод встал на Днепре, а Святослав пошёл из Курска на Переяславль воевать с Андреем Владимировичем, но 30 августа был разбит. 1 сентября Переяславль загорелся. На Всеволода Ольговича случившееся произвело сильное впечатление. Он не послал войско захватывать беззащитный город, но целовал крест Андрею, сказав при этом: "…то ми был Бог дал, оже ся есте сами зажгли; аже бы лиха хотел, то что бы ми годно, то же бы створил. А ныне целовал еси хрест ко мне: аже исправишь, а то добро, не исправишь ли, а Бог будет за всим". После этого Андрей признал Всеволода Ольговича законным князем Киевским и не вступал с ним в конфликты.
Известно также, что Андрей был очень близок со своим старшим братом Юрием. Братья даже заключили между собой договор, по которому обязались поддерживать сыновей друг друга в случае смерти одного из братьев. Об этом договоре вспоминал Юрий уже после смерти брата, обращаясь к его сыну Владимиру: "Сыну, яз есмь с твоим отцемь, а с своим братом Андреем хрест целовал на том, яко кто ся наю останеть, то тыи будет обоим детем отець и волость удержати".
Андрей Владимирович умер 22 января 1142 в Переяславле. Погребен 23 января там же, в Михайловском соборе. Его погребение сопровождалось небесным знамением: "Егда же несяхуть и к гробу, предивно знамение бысть на небеси: быша три солнца съяюче межи собою, а столпи трие стояще от земля до небеси, и надо всими горе бяше, яко дуга, месяць, особь стояче; и стояша знамения та доньдеже похорониша и"(В лѣт̑ ҂s҃х҃м҃ѳ [1141]...Тоє же зимъı престависѧ блг҃овѣрнъıи и хс̑олюбивъıи кнѧзь добръıи Андрѣи Володимеричь Переӕславли мс̑ца генварѧ въ к҃в (22) дн҃ь. А въ третии межю десѧ похороненъ оу стаг̑ Михаила, ѥгда же и несѧхуть к гробу, дивьно знаменьє бъıс̑ на нб҃си, и страшно бъıша, г҃ (3) сл҃нца сиӕюща межи собою, а столпи г҃ (3) ѿ землѧ до нб҃се. Надо вьсѣми горѣ бѧше акъı дуга мс̑ць, ѡсобѣ стоӕче, и стоӕша знаменьӕ та, дондеже похорониша и).

## Семья и дети
Женат с 1117 года на внучке половецкого хана Тугоркана.
Дети:
- Владимир Андреевич
- Ярополк Андреевич

Также в связи с известием летописи о смерти в 1168 году Андреевны, бывшей замужем за Олегом Святославичем, существуют версии о том, что она была дочерью Андрея Доброго (или Андрея Боголюбского), а под Олегом подразумевается сын Святослава Всеволодовича (или сын Святослава Ольговича).